# Жан де Лансон
«Жан де Лансо́н» (фр. Jehan de Lanson) — французская поэма XIII века. Написана до 1239 года. Её героем является герцог Жан де Лансон, племянник Ганелона. Конфликт переведён в нарочито комический план, и поэма стоит на грани пародии. Написана двенадцатисложным рифмованным стихом (в некоторых рукописях рифмы чередуются с ассонансами).

## Содержание
Карл Великий дает герцогу в качестве фьефа земли на юге Италии. Но тот сначала обращается в язычество, а затем вместе с Ганелоном и Алори строит заговор против императора. К Жану де Лансону отправляются двенадцать пэров во главе с Роландом, чтобы его утихомирить. Хотя Роланду удаётся убить отца герцога, Ниварда, они терпят неудачу, и Алори едва не захватывает их в плен, но их спасает волшебник Базен из Женна (Basin de Gennes). Но и у герцога есть свой волшебник — Малаквин. Он вступает в соревнование с Базеном, которому старается помочь Роланд. Франки посылают за помощью к Карлу. Тот является в Калабрию с большим войском. После длительного сражения императорская армия одерживает победу, а Жан де Лансон лишается своих владений.

## Переработка
Поэму переработал льежский поэт XIV века Жан д'Утремёз, включив её в мифическую историю своего родного города, «Льежскую жесту».

## Издания
- Jehan de Lanson, chanson de geste of the 13th century, edited after the manuscrits of Paris and Bern with introduction, notes, table of Proper names, and glossary by J.V.Myess. Chapel Hill, 1965. (оригинальная поэма)
- Ly myreur des histors, Chronique de Jean des Preis dit d'Outremeuse, édité par A.Borgnet. T. II. Bruxelles, 1869, p. 675-753. (переработка Жана д'Утремёза)